# Kryptogram
Kryptogram je krátký zašifrovaný text. Název pochází z řečtiny, kryptós = tajný, skrytý a gramma = písmeno.

## Použití
V umění
V literatuře se využívá například v situaci, kdy rozluštění kryptogramu pomůže k rozuzlení zápletky. Ve výtvarném umění se může použít jako nějaký vzkaz zaznamenaný v obraze nebo v nápise na podstavci sochy. V hudbě pak lze ze slov, nejobvykleji jmen, vyjmout písmena odpovídající názvům not a použít je jako část melodie; například Johann Sebastian Bach takto využíval své příjmení (tj. tóny "B, A, C, H"). Využít však lze i solmizační slabiky, případně si skladatel může vytvořit osobitý systém šifrování.
Jako hádanka
ve které je nápis zašifrovaný jako
- substituční šifra, kde jednotlivým písmenům otevřeného textu odpovídají jednotlivé znaky kryptogramu. Obvykle se nezohledňuje diakritika. Tyto úlohy jsou oblíbené v anglofonních zemích (zejména v Americe), protože angličtina obsahuje typická seskupení hlásek. V češtině je vhodné v zadání uvést nějakou nápovědu, třeba ve formě hádanky.
  - číselka – písmenům odpovídají čísla
  - Za zvláštní případ kryptogramu se substituční šifrou můžeme považovat číselnou křížovku. Ostatní křížovky, jako např. číselný kris-kros, se za kryptogramy nepovažují, třebaže jsou pod tímto názvem někdy publikovány.
- transpoziční šifra
  - přesmyčka
  - text zašifrovaný v tabulce (tzv. šifry mřížkové – typ AA [3])
    - lištovka – přeskupují se sloupce písmen (lišty)
    - koníček – v tabulce se přechází ze znaku na znak (obvykle slabiky nebo shluky písmen) stejně jako šachový kůň po šachovnici (Jezdcova procházka)
    - královská procházka – v tabulce se přechází ze znaku na znak (obvykle jednotlivá písmena) stejně jako šachový král po šachovnici
- skrytý nápis v textu (tzv. šifry textové – typ AB [3])
  - klíčovka – z textu se vyberou písmena nebo jejich shluky podle určitého klíče
  - šotek – v textu jsou vložena chybná písmena a správná písmena dávají skrytý text
- písmenný rébus – nejedná se o zašifrovaný nápis, ale o hříčku s písmeny

### Příklady

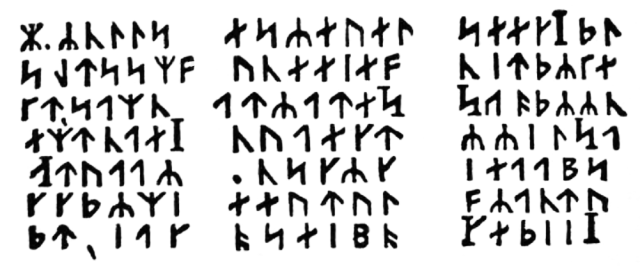
Kryptogram, který v románu „Cesta do středu Země“ použil Jules Verne

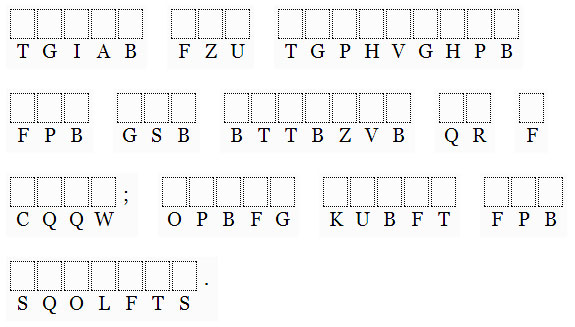
Kryptogram v angličtině skrývá citát Vladimira Nabokova: "Style and structure are the essence of a book; great ideas are hogwash."

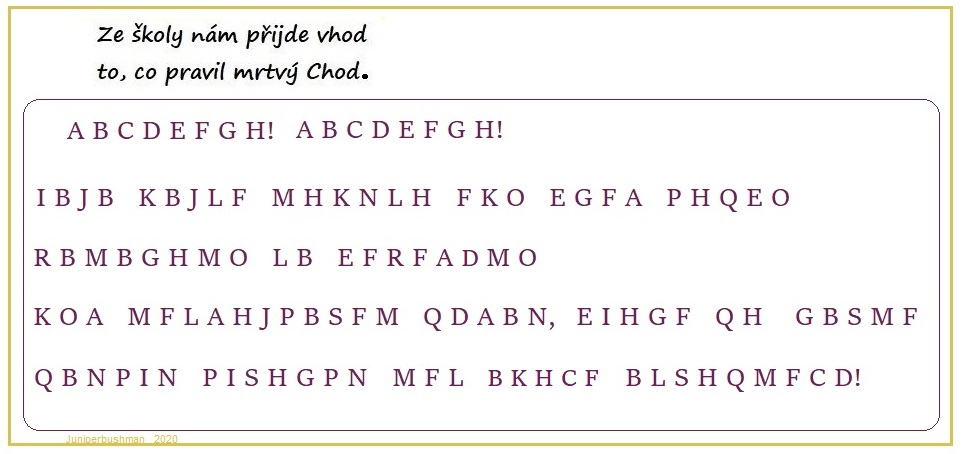
Kryptogram v češtině s nápovědou (bez diakritiky)